# Pusa
Pusa је род безухих фока, унутар фамилије Phocidae. Три врсте овог рода су издвојене из рода Phoca, и неки извори још увек сматрају да је Phoca прихватљив синоним за Pusa.
Три врсте овог рода живе на Арктику и субарктичким пределима, као и у Каспијском језеру. То укључује следеће државе и регије: Русију, Скандинавију, Британију, Гренланд, Канаду, САД, Иран, Азербејџан, Казахстан и Јапан. Због променљивих услова локалне животне средине, прстенасте фоке у Канади имају различите обрасце раста: на северу расту спорије, али су веће, а на југу расту брже, али су мање.
Једино је Каспијска фока угрожена.

## Врсте
| Слика | Научно име                      | Уобичајено име           | Распрострањеност |
| ----- | ------------------------------- | ------------------------ | --- |
|       | Pusa caspica – (Gmelin, 1788)   | Каспијска фока           | Каспијско језеро |
|       | Pusa hispida – (Schreber, 1775) | Прстенаста фока          | Северна обала Јапана у Тихом океану, и обале северног Атлантика од Гренланда и Скандинавије до Њуфаундленда на југ, укључујући и две слатководне подврсте у северној Европи |
|       | Pusa sibirica – Gmelin, 1788    | Бајкалска фока или nerpa | Бајкалско језеро у Сибиру, Русија |

## Систематика
|  | \| \| Прстенаста фока \| \| \| \| \| \| Бајкалска фока \| \| \| \| |
|  |                                                                    |
|  | Каспијска фока                                                     |
|  |                                                                    |
|  | Прстенаста фока                                                    |
|  |                                                                    |
|  | Бајкалска фока                                                     |
|  |                                                                    |

|  | Прстенаста фока |
|  |                 |
|  | Бајкалска фока  |
|  |                 |

|  | \| \| Прстенаста фока \| \| \| \| \| \| Бајкалска фока \| \| \| \| |
|  |                                                                    |
|  | Каспијска фока                                                     |
|  |                                                                    |
|  | Прстенаста фока                                                    |
|  |                                                                    |
|  | Бајкалска фока                                                     |
|  |                                                                    |

|  | Прстенаста фока |
|  |                 |
|  | Бајкалска фока  |
|  |                 |